# Concerto pour hautbois de Vaughan Williams
Pour les articles homonymes, voir Concerto pour hautbois (homonymie).
Le Concerto pour hautbois et cordes est une œuvre concertante pour hautbois et orchestre à cordes de Ralph Vaughan Williams composée en 1944.

## Présentation
Ralph Vaughan Williams compose son Concerto en la mineur pour hautbois et cordes pour le soliste Léon Goossens en 1944.
Cette œuvre bucolique, pour hautbois et orchestre à cordes, se divise en trois mouvements, :
1. Rondo Pastorale – Allegro moderato, en la mineur ;
2. Minuet and Musette – Allegro moderato, en do mineur ;
3. Finale (Scherzo) – Presto - Doppio più lento - Lento - Presto, mouvement le plus étendu du concerto.

Le concerto devait être joué pour la première fois à un concert des Proms, mais en raison des menaces de bombardement de V1 sur Londres, il est créé à Liverpool le 30 septembre 1944, en même temps que le concerto d'Eugène Goossens, par l'Orchestre philharmonique royal de Liverpool dirigé par Malcolm Sargent avec le dédicataire Léon Goossens en soliste,,.
La partition est publiée en 1947 par Oxford University Press.
Pour le musicologue Marc Vignal, c'est une page « légère et ensoleillée ».
La durée moyenne d'exécution de l’œuvre est de dix-huit minutes environ,.